# Geografische conferentie van Brussel
De geografische conferentie van Brussel vond plaats op initiatief van de Belgische koning Leopold II van 12 tot 14 september 1876 in het Koninklijk Paleis van Brussel. Achterliggende bedoeling was een groep specialisten te verzamelen die expedities op het Afrikaanse continent konden (helpen) uitvoeren die tot kolonistaie van grondgebied door koning Leopold konden leiden. 

## Deelnemers
Een keur aan wetenschappelijke, maar ook politieke en militaire persoonlijkheden uit Duitsland, Frankrijk, Groot-Brittannië, Italië, Oostenrijk en Rusland was ingegaan op de uitnodiging van Leopold. Hij had kosten noch moeite gespaard om het hen naar de zin te maken: ze sliepen in het Koninklijk Paleis, in tot slaapkamer ingerichte bureaus. De genodigden waren zorgvuldig geselecteerd. Alle Europese mogendheden waren met een of meer personen vertegenwoordigd, met uitzondering van de Portugezen en de Nederlanders. Onder de aanwezigen telde men:
- Henry Creswicke Rawlinson, voorzitter van de Royal Geographical Society
- Henry Bartle Frere, Brits koloniaal bestuurder
- Rutherford Alcock, Brits diplomaat
- Ferdinand von Richthofen, voorzitter van de Geographischen Gesellschaft Berlin
- Vice-admiraal Camille Clément de La Roncière-Le Noury, voorzitter van de Société de Géographie
- Gustav Nachtigal, Duits ontdekkingsreiziger
- Friedrich Gehrard Rohlfs, Duits ontdekkingsreiziger
- Victor de Compiègne, Frans ontdekkingsreiziger
- James Augustus Grant, Brits ontdekkingsreiziger
- Verney Lovett Cameron, Brits ontdekkingsreiziger
- Thomas Buxton, voorzitter van de British Anti-Slavery Society[2]
- John Kennaway, Brits politicus en voorzitter van de Church Mission Society
- Émile Banning, Belgisch journalist en diplomaat
- William Mackinnon (ondernemer)

## Verloop
De conferentie had op papier een humanitair doel. Onder voorzitterschap van de Russische geograaf Pjotr Petrowitsch Semjonow-Tjan-Schanski werd gedebatteerd over de ontsluiting van Afrika, de afschaffing van de slavernij en het herstellen van de eendracht tussen de stamhoofden. Er werden geen concrete besluiten genomen, behalve de oprichting van de Association internationale africaine (AIA), een vereniging die de ontwikkeling van Afrika zou coördineren. De deelnemers verkozen unaniem Leopold II tot voorzitter. Hij had handig de humanitaire en internationalistische dynamiek geïnstrumentaliseerd voor zijn grote koloniale project. Leopold II sprak zijn intenties voor Congo-Vrijstaat uit op de Geografische Conferentie, namelijk: de slavenhandel in Centraal-Afrika ontwortelen, wetenschappelijke ontwikkeling van dit gebied verhogen, en de inheemse bevolking ‘beschaven’.

## Voetnoten
1. ↑  Johan Op de Beeck, Leopold II. Het hele verhaal, 2020, p. 195
2. ↑  Banning, p. 183
3. ↑  (fr) Antoine De Smet (1981). La Conférence de Géographie de 1876. Recueil d'études — Bijdragen over de Aardrijkskundige Conferentie van 1876. In: Revue belge de philologie et d'histoire, tome 59, fasc. 4, p. 1010-1011. Gearchiveerd op 17 juni 2022. Geraadpleegd op 2 april 2016.
4. ↑  Foeken, D. (1985). België behoeft een kolonie: de ontstaansgeschiedenis van Kongo Vrijstaat. De Vries - Brouwers: Antwerpen/Amsterdam, pp. 18-21